# Liatongus fulvostriatus
Liatongus fulvostriatus är en skalbaggsart som beskrevs av D'orbigny 1916. Liatongus fulvostriatus ingår i släktet Liatongus och familjen bladhorningar. Inga underarter finns listade i Catalogue of Life.